# ماديسون غرانت
ماديسون غرانت (بالإنجليزية: Madison Grant)‏ هو مؤرخ ومحامي أمريكي، ولد في 19 نوفمبر 1865 في نيويورك في الولايات المتحدة، وتوفي بنفس المكان في 30 مايو 1937 بسبب التهاب الكلى.

## وصلات خارجية
- ماديسون غرانت على موقع الموسوعة البريطانية (الإنجليزية)